# Hospital General de Elda
El Hospital General Universitario de Elda Virgen de la Salud se encuentra en la Carretera de Elda a Sax s/n., situado en las lomas de la sierra de La Torreta. Da servicio a las comarcas del Medio Vinalopó, el Alto Vinalopó y la Hoya de Castalla de la provincia de Alicante, España.

## Historia
Es uno de los hospitales comarcales promovidos por el Instituto Nacional de la Salud (INSALUD) antes de aprobarse la Ley de Sanidad (como los de Elche, Denia o Villajoyosa). Su construcción comenzó alrededor de 1977. Fue inaugurado por el entonces Ministro de Sanidad, Ernest Lluch Martín.
Se trata de un conjunto de grandes dimensiones, con tipología de núcleo central y tres brazos longitudinales, uno destinado a quirófano y los otros dos a enfermería. Dada la compleja topografía de la zona, fueron necesarios importantes movimientos de tierras para su construcción. Entre 1994 y 1995 se modificó la fachada ya que podía presentar problemas en caso de incendio.
Tras la ampliación finalizada en el año 2010, la capacidad del hospital es de 513 camas.
Desde el año 2012 tiene la acreditación de hospital universitario, por lo que sirve como centro formativo para estudiantes de diferentes grados universitarios como enfermería, medicina, fisioterapia o nutrición humana y dietética principalmente de la Universidad de Alicante y la Universidad Miguel Hernández de Elche.